# 白馬村立白馬南小学校
白馬村立白馬南小学校（はくばそんりつはくばみなみしょうがっこう）は、長野県北安曇郡白馬村神城にある公立小学校。

## 沿革
- 1889年（明治22年）4月1日 - 神城尋常小学校開校。飯森、堀之内、内山に分教場を設置[1]。
- 1893年（明治26年）4月1日 - 神城尋常高等小学校となる[1]。
- 1899年（明治32年）4月1日 - 分教場廃止[1]。
- 1901年（明治34年）4月1日 - 神城実業補習学校を併置[1]。
- 1935年（昭和10年）9月1日 - 神城青年学校を併置[2]。
- 1941年（昭和16年）4月1日 - 国民学校令に基づき、神城国民学校と改称。
- 1947年（昭和22年）4月1日 - 学制改革により、神城村立神城小学校となる。
- 1956年（昭和31年）9月30日 - 白馬村立神城小学校となる。
- 1964年（昭和39年）4月2日 - 白馬村立白馬南小学校と改称[3]。

## 学区
- 白馬村神城[4]

## 卒業後の進路
卒業生は公立中学校に進学する場合、基本的に白馬中学校へ進学するが、障害をお持ちの方は安曇養護学校中学部などの特別支援学校中学部へ進学することもある。